# Elling (Danimarca)
Elling è un centro abitato danese compreso nel comune di Frederikshavn nella regione dello Jutland settentrionale. Elling ha una popolazione di circa 1 200 abitanti.